# Кашкалаші
Кашкалаші́ (рос. Кашкалаши, башк. Ҡашҡалаша) — село у складі Благоварського району Башкортостану, Росія. Входить до складу Кашкалашинської сільської ради.
Населення — 611 осіб (2010; 581 в 2002).
Національний склад:
- башкири — 62 %
- татари — 36 %

В селі народився Герой соціалістичної праці Хасанов Дамір Юсупович (1938-2005).